# فرودگاه منطقه‌ای درایدن
فرودگاه منطقه‌ای درایدن (به انگلیسی: Dryden Regional Airport) یک فرودگاه همگانی باربری با کد یاتا YHD است که یک باند فرود ماسه دارد و طول باند آن ۶۱۰ متر است. این فرودگاه در کشور کانادا قرار دارد و در ارتفاع ۴۱۳ متری از سطح دریا واقع شده‌است.

## شرکت‌های هواپیمایی و مقصدهای پروازی
| شرکت‌های هواپیمایی | مقصدهای پروازی                                                                        |
| ----------------- | ------------------------------------------------------------------------------------- |
| بیرسکین ایرلاینز  | شهری فورت فرانسس، کنورا، رد لیک، سو لوک‌اوت، تاندر بی، وینیپگ جیمز آرمسترانگ ریچاردسون |